# D'Israeli
Pour les articles homonymes, voir Brooker et D'Israeli (homonymie).
D'Israeli, de son vrai nom Matt Brooker, est un dessinateur de comics britannique.

## Biographie
Matt Brooker naît en 1967. Il est très jeune attiré par la bande dessinée et le fantastique. À l'âge de 10 ans il décide de se mettre au dessin. En 1979, il commence à lire le magazine de bandes dessinées 2000 AD. Sa passion pour le dessin le conduit à son premier travail rémunéré en tant qu'artiste lorsqu'il remplace le temps d'un épisode Carlos Ezquerra sur la série The Third World publiée par Fleetway dans le magazine Crisis. En 1998, il commence à travailler pour le magazine 2000 AD en tant que coloriste puis en tant qu'auteur en écrivant et dessinant un épisode de la série Future Shock publié en août 2000. Depuis il travaille pour ce magazine ou pour des comics publiés par DC Comics.

## Œuvre

### Albums publiés en français
- Fables, Panini Comics, collection 100 % Vertigo
  1.  Père et fils, scénario de Bill Willingham, dessins collectifs, 2010  (ISBN 978-2-8094-1426-4)
- La Guerre des Mondes, scénario d'Ian Edginton, dessins de D'Israeli, Kymera, collection Kymera Classic, 2006  (ISBN 2-9523169-8-8)
- Scarlet Traces, scénario d'Ian Edginton, dessins de D'Israeli, Kymera, 2005  (ISBN 2-9523169-2-9)
- Sandman, scénario de Neil Gaiman, Panini Comics, collection Vertigo cult
  1.  Les Bienveillantes, dessins de Richard Case, D'Israeli, Glyn Dillon, Dean Ormston, Teddy Kristiansen, Charles Vess et Marc Hempel, 2008  (ISBN 978-2-8094-0410-4)

### Albums publiés en anglais
- Batman, DC Comics
  - No Man's Land volume 1, scénario et dessins collectifs, 2011  (ISBN 978-1-401-23228-3)
- Grendel, Dark Horse Comics, 
  - Black, White, & Red, scénario de Matt Wagner, dessins collectifs, 2000  (ISBN 978-1-569-71493-5)
- House of Secrets, DC Comics, collection Vertigo
  1.  The Book of Law : Epilogue, scénario de Steve Seagle, dessins de D'Israeli, 1998
- Lazarus Churchyard, Image Comics
  - The Final Countdown, scénario de Warren Ellis, dessins de D'Israeli, 2001  (ISBN 978-1-582-40180-5)